# Provincia del Lussemburgo
Il Lussemburgo (in francese Province de Luxembourg, in lussemburghese Provënz Lëtzebuerg, in tedesco Provinz Luxemburg, in vallone Province do Lussimbork, in olandese Provincie Luxemburg), da non confondersi con il vicino Stato omonimo col quale era unito fino al 1830, è la provincia più meridionale della Vallonia, una delle tre regioni del Belgio.

## Geografia
Confina con il Granducato del Lussemburgo a est, la Francia (dipartimenti della Meurthe e Mosella, della Mosa e delle Ardenne) e le province belghe di Namur a ovest e di Liegi a nord. 
Il suo capoluogo è Arlon, occupa una superficie di 4 443 km² ed è divisa in cinque circondari amministrativi (arrondissement in francese) che contengono 44 comuni. La provincia occupa l'area di due regioni storiche: le Ardenne a nord e la Gaume a sud.

## Comuni
Arrondissement di Arlon
- Arlon
- Attert
- Aubange
- Martelange
- Messancy

Arrondissement di Bastogne
- Bastogne
- Bertogne
- Fauvillers
- Gouvy
- Houffalize
- Sainte-Ode
- Vaux-sur-Sûre
- Vielsalm

Arrondissement di Marche-en-Famenne
- Durbuy
- Érezée
- Hotton
- La Roche-en-Ardenne
- Manhay
- Marche-en-Famenne
- Nassogne
- Rendeux
- Tenneville

Arrondissement di Neufchâteau
- Bertrix
- Bouillon
- Daverdisse
- Herbeumont
- Léglise
- Libin
- Libramont-Chevigny
- Neufchâteau
- Paliseul
- Saint-Hubert
- Tellin
- Wellin

Arrondissement di Virton
- Chiny
- Étalle
- Florenville
- Habay
- Meix-devant-Virton
- Musson
- Rouvroy
- Saint-Léger
- Tintigny
- Virton